# I liga 1961-1962 (pallacanestro maschile)
La I liga 1961-1962 è stata la 28ª edizione del massimo campionato polacco di pallacanestro maschile. La vittoria finale è stata ad appannaggio del Wisła Cracovia.

## Risultati

### Stagione regolare
|     | Squadra           | G  | V  | P  | PF   | PS   | Pt. | Qualificazione        |
| --- | ----------------- | -- | -- | -- | ---- | ---- | --- | --------------------- |
| 1.  | Wisła Cracovia    | 22 | 17 | 5  | 1724 | 1432 | 39  |                       |
| 2.  | AZS Varsavia      | 22 | 17 | 5  | 1682 | 1455 | 39  |                       |
| 3.  | Legia Varsavia    | 22 | 17 | 5  | 1862 | 1554 | 39  |                       |
| 4.  | Śląsk Breslavia   | 22 | 17 | 5  | 1621 | 1425 | 39  |                       |
| 5.  | Lech Poznań       | 22 | 13 | 9  | 1435 | 1346 | 35  |                       |
| 6.  | Sparta Cracovia   | 22 | 12 | 10 | 1414 | 1398 | 34  |                       |
| 7.  | AZS Toruń         | 22 | 11 | 11 | 1649 | 1622 | 33  |                       |
| 8.  | Wybrzeże Danzica  | 22 | 11 | 11 | 1577 | 1554 | 33  |                       |
| 9.  | Polonia Varsavia  | 22 | 7  | 15 | 1494 | 1552 | 29  |                       |
| 10. | Gwardia Breslavia | 22 | 5  | 17 | 1551 | 1777 | 27  |                       |
| 11. | Społem Łódź       | 22 | 3  | 19 | 1301 | 1721 | 25  | retrocesse in II liga |
| 12. | Start Lublino     | 22 | 2  | 20 | 1359 | 1833 | 24  | retrocesse in II liga |

| I liga 1961-1962         |
| ------------------------ |
| Wisła Cracovia 2º titolo |

## Formazione vincitrice
| N° | Naz.               | Ruolo | Sportivo               |  | Alt. |  |
| -- | ------------------ | ----- | ---------------------- |  | ---- |  |
|    | Polonia (bandiera) |       | Włodzimierz Cmunt      |  |      |  |
|    | Polonia (bandiera) | A     | Krystian Czernichowski |  | 194  |  |
|    | Polonia (bandiera) |       | Bogdan Dąbrowski       |  |      |  |
|    | Polonia (bandiera) |       | Janusz Górnicki        |  |      |  |
|    | Polonia (bandiera) |       | Zdzisław Kassyk        |  |      |  |
|    | Polonia (bandiera) | C     | Bohdan Likszo          |  | 198  |  |
|    | Polonia (bandiera) |       | Andrzej Łuczak         |  |      |  |
|    | Polonia (bandiera) | AP    | Czesław Malec          |  | 194  |  |
|    | Polonia (bandiera) |       | Ryszard Niewodowski    |  |      |  |
|    | Polonia (bandiera) | G     | Tadeusz Pacuła         |  | 187  |  |
|    | Polonia (bandiera) | G     | Wacław Paleta          |  |      |  |
|    | Polonia (bandiera) |       | Andrzej Paskal         |  |      |  |
|    | Polonia (bandiera) |       | Antoni Paszkowicz      |  |      |  |
|    | Polonia (bandiera) |       | Edward Surówka         |  |      |  |
|    | Polonia (bandiera) | A     | Stefan Wójcik          |  |      |  |
|    | Polonia (bandiera) | All.  | Michał Mochnacki       |  |      |  |